# Cent mille lieues dans les airs
Cent mille lieues dans les airs est un roman de Henry de La Vaulx, paru en 1925.
Il s'agit d'un roman imité de la lignée des Voyages extraordinaires du XIXe siècle. Henry de La Vaulx, profite de son expérience en aérostation, ainsi que de ses voyages en Patagonie pour livrer une grande épopée de la science moderne inspirée par l'œuvre de Jules Verne.

## Résumé
Mademoiselle Laborde, une richissime jeune Franco-Canadienne, orpheline, nièce de banquiers, organise une compétition d'appareils de navigation aérienne pour et se promettre au vainqueur, ou alors elle attribuera une grosse somme d'argent en cas de dédit. Pour un tour du monde, le mode des engins est libre, plus lourds que l'air, ballons motorisés ou dirigeables. L'impératif : le périple doit passer par le pôle Sud, alors inconnu, le jugement tiendra compte de l'intérêt des documents recueillis au cours de l'exploration.

Dès le début, deux aérostats seulement restent en compétition, le ballon sphérique Le Globe piloté par un Français, le héros, et le dirigeable Conquistador piloté par un Argentin, le traître. Les péripéties du roman sont basées sur leur rivalité.

## Personnages principaux
- Lucy Laborde

Franco-canadienne, 16 ans, jeune fille libre, orpheline, élevée par ses oncles richissimes.
- Mr. Barklett

L'oncle canadien de Montréal, homme d'affaires, ancien trappeur. 
- M. Laborde

L'oncle parisien, banquier.
- Marcel de Chambry

Le héros, ingénieur, créateur du ballon Le Globe.
- Zéphyrin Vernouillet

Le savant, météorologue et expert en sciences de la nature.

## Critique
Par sa longueur, par ses défauts, par ses erreurs, ce livre constitue un excellent exemple pour restituer l'esprit d'une époque. Bien entendu, dans ce cas il est inutile de chercher dans ce roman une quelconque qualité littéraire, l'édition originale, peu soignée, est chargée de coquilles et d'alinéas inutiles. Il est évident que l'auteur était contraint de tirer à la ligne.

Le principal défaut structurel est de ne pas être correctement daté, à la fin on parle de 1925, au milieu l'un des textes parle de 1905, plus crédible car à aucun moment on n'évoque la guerre mondiale de 1914-1918, de près ou de loin.

Ensuite il y a un réel relâchement moral que ne se serait pas permis Jules Verne, voici une héroïne de 16 ans qui prend la liberté d'organiser le recrutement de son futur conjoint et contre la volonté de ses tuteurs. De plus, la partie est biaisée, car elle connaît d'avance son champion et viole les règles qu'elle a établies en s'enrôlant d'elle-même et par supercherie dans l'équipage de son vainqueur désigné dès le début. De ce fait, le héros principal paraîtra souvent passablement niais, se laissant tyranniser par une Lolita qui intercède dans toutes ses décisions de commandement.

Tous les poncifs des romans de Verne sont repris, en particulier le sempiternel savant excentrique et distrait, qui fournit l'essentiel de l'intrigue, il se nomme « Vernouillet », ce qui rappelle « Verne » d'une façon burlesque. Sauf que les excentricités de ce père la Science sont parfois sinistres, allant jusqu'à déterrer des morts récents pour les faire boullir illégalement afin d'en récupérer le squelette.

Alors que Verne fait preuve d'un racisme tempéré, réservant toujours un bon aborigène pour rattraper les autres, ici tous les stéréotypes sont taillés à la serpe, les Touaregs sont cruels et sans foi ni loi, les nègres sont stupides, sales et ivrognes, les indiens sont repoussants, superstitieux et ivrognes, seul l'Européen de bonne naissance ou militaire a des qualités. Il désigne les félons par leurs nationalités, par exemple les Argentins tricheurs qui ont manigancé pour faire un faux voyage et tenter d'assassiner leurs adversaires.

À chaque page la brutalité est exposée, on tue inutilement des animaux tout au long du récit, on fait mourir gratuitement des quantités de personnes sans aucun intérêt pour l'intrigue, sinon pour avoir quelques lignes de compassion parfois, pour montrer la vilenie de l'adversaire ou une simple remarque valorisant la civilisation européenne.

L'auteur montre sa documentation, il recopie des pages de géographes, et les cite parfois au passage, comme le faisait Verne (par exemple Élisée Reclus).

On peut mettre à profit cette lecture parfois pénible, pour prendre la mesure de l'esprit colonialiste qui régnait avant la première moitié du XXe siècle, et mettre en évidence la source des préjugés ethniques qui persistent de nos jours. On retiendra par exemple l'épisode sur les Touaregs qui se déroule vers le Mali actuel.